# Jan Kowalski (oficer)
 Jan Kowalski  (ur. 2 lutego 1944 w Łomży) – pułkownik Wojska Polskiego; zastępca dowódcy 15 Sieradzkiej Brygady Wsparcia Dowodzenia (2001–2002).

## Wykształcenie[1]
- 1962 – Technikum Przemysłu Drzewnego w Łomży;
- 1965 – Oficerska Szkoła Łączności w Zegrzu;
- 1978 – Wojskowa Akademia Techniczna w Warszawie;
- 1981 – kurs z teorii organizacji i kierowania oraz wybranych zagadnień informatyki w Bydgoszczy;
- 1990 – Politechnika Wrocławska na Wydziale Informatyki i Zarządzania;
- 1994 – studium podyplomowe na Wydziale Elektroniki w Wojskowej Akademii Technicznej w Warszawie.

## Kariera zawodowa[1]
- 1962-1965 – Oficerska Szkoła Łączności – podchorąży w Zegrzu;
- 1965-1966 – 5 pułk łączności – dowódca plutonu w Wałczu;
- 1966-1968 – 59 Kompania Łączności KSD GK – pomocnik dowódcy ds. technicznych;
- 1968-1971 – 1 pułk łączności –  dowódca 5 kompanii 1 bł w Wałczu;
- 1971-1976 – 1 pułk łączności – zastępca dowódcy ds. liniowych 1 bł;
- 1976-1977 – 2 Brygada Łączności –  zastępca dowódcy batalionu w Wałczu;
- 1977-1985 – 2 Brygada Łączności – dowódca batalionu w Wałczu;
- 1977-1985 – Garnizon Wałcz – nieetatowy komendant Garnizonu;
- 1985-1989 – 12 prlk – szef sztabu - zastępca dowódcy w Świeciu;
- 1989-1996 – 15 Brygada Wsparcia Dowodzenia – zastępca dowódcy ds. liniowych w Sieradzu,
- 1996-1998 – 15 Brygada Wsparcia Dowodzenia – szef szkolenia - zastępca dowódcy w Sieradzu;
- 1998-2001 – 15 Brygada Wsparcia Dowodzenia – szef sztabu - zastępca dowódcy w Sieradzu;
- 2001-2002 – 15 Brygada Wsparcia Dowodzenia – zastępca dowódcy w Sieradzu.

## Awanse

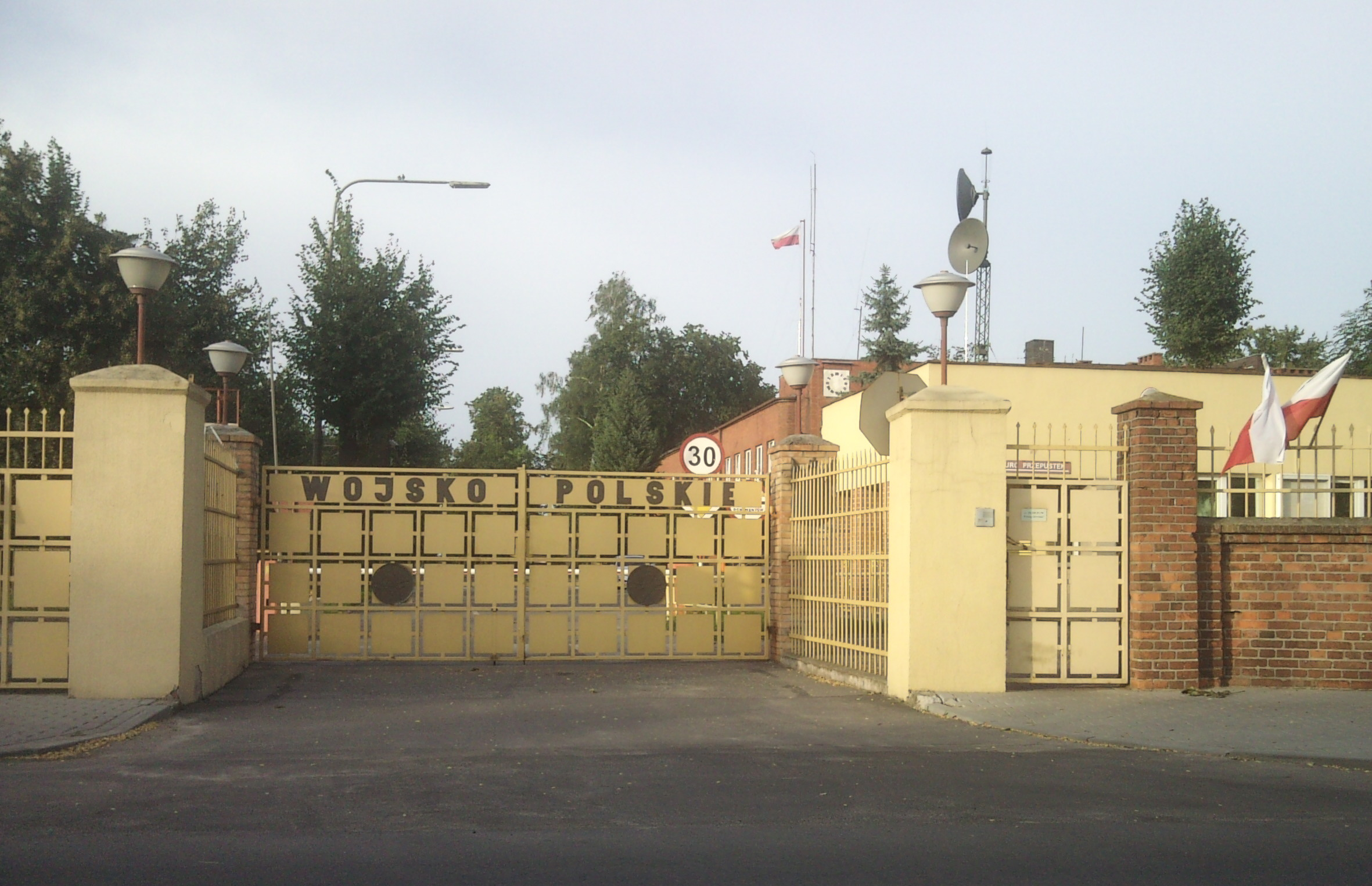
Sieradz, służba w 15 BWD (1989–2002)

## Awanse[1]
- podporucznik – 1965
- porucznik – 1968
- kapitan – 1972
- major – 1978

- podpułkownik – 1982
- pułkownik – 1994

## Ordery, odznaczenia i wyróżnienia[1]
- Krzyż Kawalerski Orderu Odrodzenia Polski – 2001[2]
- Złoty Krzyż Zasługi – 2000[3]
- Srebrny Krzyż Zasługi
- Złoty Medal Siły Zbrojne w Służbie Ojczyzny
- Złoty Medal za Zasługi dla Obronności Kraju
- Złota Odznaka Wzorowy Dowódca
- Odznaka Racjonalizatora Wojskowego
- Złota Odznaka za Zasługi w Rozwoju Województwa Pilskiego
- Złota Odznaka Zasłużony Działacz LOK
- Odznaka za Zasługi dla ZKRP i BWP
- Złota odznaka za Zasługi w Pracy Penitencjarnej
- Odznaka Honorowa Sybiraka